# Metroid Prime 4: Beyond
Metroid Prime 4: Beyond est un jeu vidéo d'action-aventure à la première personne en cours de développement par Retro Studios, dont l'édition est prévue par Nintendo sur Nintendo Switch et Nintendo Switch 2 en 2025.

## Développement

### Première version

Le premier logo du jeu.

Le jeu est annoncé par Nintendo le 13 juin 2017 à l'occasion de E3, sans qu'aucune image ne soit néanmoins dévoilée. Bill Trinen, directeur marketing chez Nintendo of America, affirme un peu plus tard que le jeu n'est pas développé par Retro Studios, comme ce fut le cas des précédents épisodes de la série Metroid Prime,). Si Yoshio Sakamoto supervise la série principale, c'est Kensuke Tanabe qui gère et produit la série dérivée Metroid Prime, notamment Metroid Prime 4.
Fin 2017, des rumeurs indiquent que le jeu est développé par Bandai Namco, sans pour autant que cette information soit confirmée. Cependant, le 9 février 2018, le site Eurogamer affirme que l'information est réelle et qu'il est développé par le studio Bandai Namco Singapour Studios, qui a engagé dès sa création plusieurs employés de chez LucasArts, travaillant en particulier sur le jeu Star Wars 1313 annulé en 2013. Début janvier 2019, un site de ventes de République tchèque liste le jeu pour une sortie à la fin de l'année 2019, le 29 novembre, information non commentée par Nintendo. Le jeu était plus ou moins attendu pour le mois de décembre 2019 au moment de la cérémonie des The Game Awards. 

### Annulation et nouveau départ
Le 25 janvier 2019, Nintendo annonce par le biais de sa chaîne YouTube que le jeu développé depuis l'annonce effectuée à l'E3 de 2017 n'atteint pas les standards de qualité habituels requis par la firme nippone. Nintendo annonce donc avoir décidé d'arrêter le processus engagé, qui reprend avec une autre équipe de développement. Le jeu est dès lors supervisé par Kensuke Tanabe, alors que Retro Studios, qui a créé les premières adaptations de la franchise Prime, reprend le processus de création à partir de zéro. Nintendo profite de cette annonce pour logiquement confirmer que la date de sortie envisagée est repoussée, et que le délai sera long avant la sortie. Le 27 avril 2019, Retro Studios fait un appel sur les réseaux sociaux par le biais de Twitter, dans le but de renforcer son équipe de développement, notamment en recrutant dix personnes. Le 18 juin 2019, Retro Studios fait un nouvel appel sur le réseau social afin de recruter un directeur artistique. Le 14 août 2020, Retro Studios rappelle sur Twitter proposer un poste de producteur principal pour le jeu. 
En juin 2024, pendant un Nintendo Direct, le jeu est montré pour la première fois depuis son reboot et dévoile son nom complet, Metroid Prime 4: Beyond. Le jeu est prévu pour 2025.